# Resultados do Carnaval de São José dos Campos
Resultados do Carnaval de São José dos Campos.

## 2007
| Grupo Especial | Grupo Especial           | Grupo Especial | Grupo Especial |
| Colocação      | Escola                   | Pontos         | Ref.           |
| -------------- | ------------------------ | -------------- | -------------- |
| 1º             | Acadêmicos do Satélite   | 216,5          | [ 1 ]          |
| 2º             | Estrela de Prata         | 213,5          | [ 1 ]          |
| 3º             | Raízes Jovens            | 210            | [ 1 ]          |
| 4º             | Unidos da Vila           | 204            | [ 1 ]          |
| Grupo I        |                          |                |                |
| Colocação      | Escola                   | Pontos         | Ref.           |
| 1º             | Sol Nascente             | 213,5          | [ 1 ]          |
| 2º             | Acadêmicos da Santa Cruz | 210,1          | [ 1 ]          |
| 3º             | Leão de Ouro             | 193,7          | [ 1 ]          |
| 4º             | Filhos do Sol            | 190,1          | [ 1 ]          |

## 2008
| Grupo Especial  | Grupo Especial           | Grupo Especial | Grupo Especial | Grupo Especial |
| Colocação       | Escola                   | Pontos         | Nota           | Ref.           |
| --------------- | ------------------------ | -------------- | -------------- | -------------- |
| 1º              | Acadêmicos do Satélite   | 218,5          |                | [ 2 ]          |
| 2º              | Estrela de Prata         | 217            |                | [ 2 ]          |
| 3º              | Raízes Jovens            | 215,5          |                | [ 2 ]          |
| 4º              | Unidos da Vila           | 206,5          | Rebaixada      | [ 2 ]          |
| Grupo de acesso |                          |                |                |                |
| Colocação       | Escola                   | Pontos         | Nota           | Ref.           |
| 1º              | Sol Nascente             | 217,5          | Promovida      | [ 2 ]          |
| 2º              | Acadêmicos da Santa Cruz | 216            |                | [ 2 ]          |
| 3º              | Filhos do Sol            | 202,5          |                | [ 2 ]          |
| 4º              | Leão de Ouro             | 197            |                | [ 2 ]          |

## 2009
| Grupo Especial  | Grupo Especial           | Grupo Especial | Grupo Especial | Grupo Especial |
| Colocação       | Escola                   | Pontos         | Nota           | Ref.           |
| --------------- | ------------------------ | -------------- | -------------- | -------------- |
| 1º              | Raízes Jovens            | 214            |                | [ 3 ]          |
| 2º              | Estrela de Prata         | 211            |                | [ 3 ]          |
| 3º              | Sol Nascente             | 206            |                | [ 3 ]          |
| 4º              | Unidos da Vila           | 201,5          | Rebaixada      | [ 3 ]          |
| Grupo de acesso |                          |                |                |                |
| Colocação       | Escola                   | Pontos         | Nota           | Ref.           |
| 1º              | Acadêmicos da Santa Cruz | 106            | Promovida      | [ 3 ]          |
| 2º              | Filhos do Sol            | 107            |                | [ 3 ]          |

Blocos carnavalescos
| Colocação | Bloco           | Ref.  |
| --------- | --------------- | ----- |
| 1º        | Conexão Livre   | [ 3 ] |
| 2º        | Corintinha      | [ 3 ] |
| 3º        | Império da Vila | [ 3 ] |
| 4º        | Leão de Ouro    | [ 3 ] |

## 2010
| Grupo Especial  | Grupo Especial   | Grupo Especial | Grupo Especial | Grupo Especial |
| Colocação       | Escola           | Pontos         | Desempate      | Ref.           |
| --------------- | ---------------- | -------------- | -------------- | -------------- |
| 1º              | Raízes Jovens    | 215            | Alegoria       | [ 4 ]          |
| 2º              | Estrela de Prata | 215            |                | [ 4 ]          |
| 3º              | Sol Nascente     | *              |                | [ 4 ]          |
| Grupo de acesso |                  |                |                |                |
| Colocação       | Escola           | *              | Nota           | Ref.           |
| 1º              | Filhos do Sol    | *              | Promovida      | [ 4 ]          |
| 2º              | Unidos da Vila   | *              | *              | [ 4 ]          |

## 2011
| Grupo Especial  | Grupo Especial           | Grupo Especial | Grupo Especial | Grupo Especial |
| Colocação       | Escola                   | Pontos         | Nota           | Ref.           |
| --------------- | ------------------------ | -------------- | -------------- | -------------- |
| 1º              | Estrela de Prata         | 192,5          |                | [ 5 ]          |
| 2º              | Sol Nascente             | 191,5          |                | [ 5 ]          |
| 3º              | Filhos do Sol            | 184            |                | [ 5 ]          |
| 4º              | Raízes Jovens            | 172            | Rebaixada      | [ 5 ]          |
| Grupo de acesso |                          |                |                |                |
| Colocação       | Escola                   | Pontos         | Nota           | Ref.           |
| 1º              | Corinthinha              | 97             | Promovida      | [ 5 ]          |
| 2º              | Acadêmicos da Santa Cruz | *              |                | [ 5 ]          |
| 3º              | Unidos da Vila           | *              |                | [ 5 ]          |

Blocos carnavalescos
| Colocação | Bloco            | Pontos | Ref.  |
| --------- | ---------------- | ------ | ----- |
| 1º        | Fala Negão       | 59,5   | [ 5 ] |
| 2º        | Império do Samba | *      | [ 5 ] |
| 3º        | Leão de Ouro     | *      | [ 5 ] |

## 2012
| Grupo Especial  | Grupo Especial           | Grupo Especial | Grupo Especial | Grupo Especial |
| Colocação       | Escola                   | Pontos         | Nota           | Ref.           |
| --------------- | ------------------------ | -------------- | -------------- | -------------- |
| 1º              | Sol Nascente             | 195            |                | [ 6 ]          |
| 2º              | Corinthinha              | 193,5          |                | [ 6 ]          |
| 3º              | Estrela de Prata         | 187,5          |                | [ 6 ]          |
| 4º              | Filhos do Sol            | *              |                | [ 6 ]          |
| 5º              | Acadêmicos da Santa Cruz | *              |                | [ 6 ]          |
| 6º              | Unidos da Vila           | *              | Rebaixada      | [ 6 ]          |
| Grupo de acesso |                          |                |                |                |
| Colocação       | Escola                   | Pontos         | Nota           | Ref.           |
| 1º              | Raízes Jovens            | 98,5           | Promovida      | [ 6 ]          |
| 2º              | Dragões da Real          | 98             |                | [ 6 ]          |
| 3º              | Império do Samba         | 92,5           |                | [ 6 ]          |
| 4º              | Fala Negão               | 52,5           |                | [ 6 ]          |

Blocos carnavalescos
| Colocação | Bloco                   | Pontos | Ref.  |
| --------- | ----------------------- | ------ | ----- |
| 1º        | Gaviões da Fiel         | 59     | [ 6 ] |
| 2º        | Mocidade Auê            | 55,5   | [ 6 ] |
| 3º        | Embaixatriz Tatetubense | 47,5   | [ 6 ] |

## 2013
- Não ocorreu desfile.[7]